# Porteurs d'âmes
Porteurs d'âmes est un roman à suspense français de science-fiction écrit par Pierre Bordage et publié aux éditions Au Diable Vauvert en 2007. Il a été récompensé du Prix des lecteurs du livre de Poche en 2009. L'histoire évoque le voyage dans le corps de l’autre. 